# Hakuōki Shinsengumi Kitan
Hakuōki ~Shinsegumi kitan~ (jap. 薄桜鬼 〜新選組奇譚〜 Hakuōki ~Shinsegumi kitan~) – 12-odcinkowe anime stworzone przez Studio DEEN na podstawie gry.

## Opis fabuły
Chizuru Yukimura, młoda dziewczyna i zarazem główna bohaterka anime, w przebraniu chłopca wyrusza z Edo do Kioto na poszukiwanie swojego ojca. W trakcie podróży zostaje zaatakowana przez rozbójników i okropne stwory. Z opresji ratują ją członkowie Shinsengumi, ale ponieważ jest świadkiem podejrzanego morderstwa, zostaje przez nich wzięta w niewolę.

## Postacie
- Chizuru Yukimura (jap. 雪村千鶴 Yukimura Chizuru) – jest główną bohaterką anime. Rusza do Kioto w poszukiwaniu swojego zaginionego ojca: Kōdō Yukimury (雪村綱道 Yukimura Kōdō), wykształconego doktora specjalizującego się w zachodniej medycynie. Jej ojciec, z rozkazu siogunatu, stworzył Ochimizu - napój o czerwonej barwie, który zwiększa zdolność samoregeneracji, szybkość i siłę osoby, która go wypiła. Jednak eliksir ma również skutek uboczny: zmienia człowieka w bezmyślnego potwora żywiącego się krwią i niepotrafiącego się kontrolować (Rasetsu). Dziewczyna zostaje pojmana przez członków Shinsengumi. Później dowiadujemy się, że Chizuru również ma swój sekret, a mianowicie jest demonem.

Seiyū: Hōko Kuwashima 
- Toshizō Hijikata (jap. 土方歳三 Hijikata Toshizō) – jest zastępcą dowódcy Shinsengumi. Podejmuje większość decyzji, jest szanowany przez pozostałych członków oddziału. Kondō często nazywa go "Toshim". Wraz z niektórymi wojownikami przyprowadził Chizuru do siedziby Shinsengumi. Choć nierzadko pokazany jest jako surowy i bezwzględny, tak naprawdę troszczy się o bezpieczeństwo Yukimury. Pod koniec pierwszej serii staje się Rasetsu. Jego postać oparta jest na historycznym Hijikacie.

Seiyū: Shin’ichirō Miki 
- Isami Kondō (jap. 近藤勇 Kondō Isami) – jest dowódcą Shinsengumi. Jest wrażliwy i łatwo daje ponieść się emocjom. Mimo to jest obdarzony dużym zaufaniem i lojalnością przez członków Shinsengumi. Zostaje postrzelony. Jego postać oparta jest na historycznym Kondō.

- Keisuke Yamanami (jap. 山南敬助 Yamanami Keisuke) – znany również jako "Sannan-san", jest noszącym okulary kapitanem Shinsengumi. Jest miłym i życzliwym mężczyzną, uczonym, ale i bezlitosnym taktykiem. Po zranieniu sobie ręki podczas walki, stał się zimny i bardziej podejrzliwy. Ponieważ istniała nadzieja, że po wypiciu Ochimizu, będzie mógł znów walczyć, postanawia wypić eliksir. Niestety staje się rasetsu i nawet próbuje zabić Chizuru. Próbuje udoskonalić napój. Jego postać oparta jest na historycznym Yamanamim.

- Shinpachi Nagakura (jap. 永倉新八 Nagakura Shinpachi) – jest dowódcą drugiej jednostki Shinsengumi. Z natury jest bardzo radosny, w szczególności, gdy otaczają go jego towarzysze. Jest bliskim przyjacielem Harady (często razem dokuczają Heisuke). Bardzo dobrze posługuje się mieczem. Jedną z jego wad jest alkoholizm. Jego postać oparta jest na historycznym Nagakurze.

- Sōji Okita (jap. 沖田総司 Okita Sōji) – jest dowódcą pierwszej jednostki Shinsengumi. Doskonale włada mieczem. Jest chory na gruźlicę. Pewnej nocy przychodzi do niego Kaoru Nagumo i daje mu Ochimizu, które Okita postanawia wypić. Jego postać oparta jest na historycznym Okicie.

- Sanosuke Harada (jap. 原田左之助 Harada Sanosuke) – jest dowódcą dziesiątej jednostki Shinsengumi. Woli walczyć włócznią niż mieczem. Jest bliskim przyjacielem Nagakury. Jego postać oparta jest na historycznym Haradzie.

- Heisuke Tōdō (jap. 藤堂平助 Tōdō Heisuke) – młody członek Shinsengumi. Jest mniej więcej w tym samym wieku co Chizuru. Najpóźniej opuszcza Shinsengumi. Wypija Ochimizu, aby uleczyć swoje rany. Jego postać oparta jest na historycznym Tōdō.

- Hajime Saitō (jap. 斎藤 Saitō Hajime) – jest dowódcą trzeciej jednostki Shinsengumi i mistrzem w leworęcznym pchnięciu mieczem. Jest cichy i małomówny, ale również bardzo lojalny, uprzejmy i rozsądny. Często analizuje sytuację zanim zaatakuje, aby zrozumieć, które działania są konieczne. Jego postać oparta jest na historycznym Saitō.

- Kaoru Nagumo (jap. 南雲薫 Nagumo Kaoru) – Po raz pierwszy widzimy go przebranego za piękną młodą dziewczynę, łudząco podobną do Chizuru. Później okazuje się, że jest on bratem bliźniakiem Yukimury (byli jednak odseparowani od siebie w czasach ich dzieciństwa). Za wszelką cenę pragnie sprawić ból Chizuru, gdyż po rozdzieleniu trafił do rodziny, w której bardzo źle go traktowano za to, że nie jest dziewczyną.

- Chikage Kazama (jap. 風間千景 Kazama Chikage) – Członek Bakumatsu, wrogów Shinsengumi. Jest demonem z klanu Oni.

## Muzyka
Muzyka z anime:
Seria 1:
- Opening - "Izayoi Namida" - Aika Yoshioka
- Ending - "Kimi no Kioku" - Mao

Seria 2:
- Opening - "Mai Kaze" - Aika Yoshioka
- Ending - "Akane Sora ni Negau" - Mao